# Zaķusala
Zaķusala es una de las varias islas en el río Daugava en la parte central de la ciudad de Riga, la capital del país europeo de Letonia. Zaķusala es además el sitio donde se encuentra la Torre de radio y televisión de Riga, que se completó en 1986. La torre es la estructura más alta en los países bálticos. En el extremo norte de la isla, junto al ferrocarril están los restos del Puente de Hierro que fue volado durante la Segunda Guerra Mundial.